# Thomomys townsendii
Thomomys townsendii är en gnagare som först beskrevs av John Bachman 1839.  Thomomys townsendii ingår i släktet Thomomys och familjen kindpåsråttor. IUCN kategoriserar arten globalt som livskraftig. Inga underarter finns listade i Catalogue of Life. Wilson & Reeder (2005) skiljer mellan två underarter. 

## Utseende
Tillsammans med Thomomys bulbivorus har arten de längsta bakfötterna inom släktet Thomomys som är hos vuxna exemplar längre än 3,4 cm. Hos Thomomys townsendii är bakfötterna däremot inte längre än 3,8 cm (honor) respektive 4,0 cm (hanar). Avvikande från Thomomys bulbivorus har arten allmänt en ljusare pälsfärg på ovansidan men några enstaka individer kan vara svarta med vita fötter och vit haka. Dessutom saknar Thomomys townsendii en vit fläck på strupen.
De flesta exemplar är med svans 22,2 till 29,0 cm långa och svansens längd är 6,0 till 9,5 cm. Vikten varierar mellan 190 och 380 g. Pälsens färg på ovansidan är oftast brun till mörkbrun med mer eller mindre tydligt inslag av grå. Undersidans päls är intensivare brun och mindre gråaktig. En vit fläck på hakan förekommer alltid och några exemplar har vita fläckar på huvudets topp. Artens tandformel är I 1/1 C 0/0, P 1/1, M 3/3, alltså 20 tänder i hela tanduppsättningen.

## Utbredning
Denna gnagare förekommer i västra USA i delstaterna Oregon, Idaho, Nevada och nordöstra Kalifornien. Arten lever i buskskogar, på övergiven jordbruksmark, i uttorkade flodbädd och i liknande landskap med varierande växtlighet.

## Ekologi
Thomomys townsendii gräver underjordiska tunnelsystem och den är hela året aktiv. Födan utgörs främst av underjordiska växtdelar som rötter och rotfrukter samt av växtdelar som hittas på markytan. Honor kan ha två eller fler kullar under den varma årstiden. Efter cirka 19 dagar dräktighet föds 2 till 10 ungar. Gnagaren jagas bland annat av ugglor, rovfåglar, ormar, nordamerikansk grävling, rödlo, rävar och prärievarg.
Vid boets utgångar skapas jordhögar som kan ha en diameter av 120 cm och en höjd av 20 cm. Arten kan gräva fram stenar som är 7,5 cm långa och 5 cm breda. När utgångarna inte används stängs de med ett propp av jord. I områden där båda arter förekommer samtidig kan hybrider uppstå med Thomomys bottae.